# Ann Druyan
Ann Druyan (Queens, Nueva York, 13 de junio de 1949) es una activista, escritora y productora estadounidense especializada en las producciones sobre cosmología y la ciencia popular. Se casó con Carl Sagan, con quien tuvo dos hijos y coescribió varios libros. Es una de los guionistas de la serie Cosmos: un viaje personal y de Cosmos: una odisea de tiempo y espacio.

## Vida personal
Druyan nació en la ciudad de Queens, 16 km al este de Manhattan. Es hija de Pearl A. Goldsmith y Harry Druyan.
El libro Carl Sagan: a biography (de Ray Spangenburg y Diane Mose) menciona que Druyan fue novia de Timothy Ferris, con quien se iba a casar antes de conocer a Carl Sagan.[cita requerida]
Fue la tercera esposa del fallecido Carl Sagan, con quien se casó en julio de 1981. Tuvieron dos hijos en común: Alexandra Rachel Sasha Sagan (n. 1982) y Samuel Democritus Sam Sagan (n. 1991).

## Disco interestelar de los dos Voyager
En las naves interestelares no tripuladas Voyager 1 y Voyager 2 (lanzadas en agosto y septiembre de 1977, respectivamente), proyecto dirigido por Carl Sagan, Ann Druyan fue la encargada de decidir qué mensajes de música e imágenes se incluirían en un disco que se incluyó en ambas naves. Si las naves no son detenidas en algún momento, se prevé que viajen para siempre.[cita requerida]

## Escritora
Junto con su marido coescribió Murmullos de la Tierra (1978), El cometa (1985), Sombras de antepasados olvidados (1993) y algunas secciones de El mundo y sus demonios (1995). Además, escribió una introducción del libro actualizado La conexión cósmica (1973) y el epílogo de Miles de millones (1997), ambos de Carl Sagan. También es la escritora de la novela A Famous Broken Heart.
En 2006 editó y publicó La diversidad de la ciencia: una visión personal de la búsqueda de Dios, que es una recopilación póstuma de las intervenciones de Sagan en las Conferencias Gifford sobre Teología Natural, a las que acudió como lector invitado en el año 1985.
Colabora en las revistas New York Sunday Magazine, Reader´s Digest y Discover, entre otras.

## Guionista y productora
Druyan fue parte de los tres guionistas de la famosa serie de televisión Cosmos: un viaje personal (1980), junto a Carl Sagan y Steven Soter, y fue productora de la película Contact (1997) basada del libro escrito por su marido en 1985.
Druyan es funcionaria ejecutiva principal y el cofundadora de Cosmos Studios. En 2009, se distribuyó una serie de podcasts: At home in the cosmos with Annie Druyan, en la que describió sus obras, la vida de su esposo Carl Sagan, y su matrimonio.
El 5 de agosto de 2011 se anunció que Druyan y Seth MacFarlane serían parte del guion y los equipos de producción de la secuela de Cosmos: un viaje personal, que se llama Cosmos: una odisea de tiempo y espacio, que fue transmitida por la cadena Fox a principios de 2014.
Es escritora y productora también, de la tercera temporada de Cosmos, Cosmos: mundos posibles, que se estrenó en marzo de 2020. Esta serie está basada en su libro homónimo, y trata de dar un mensaje esperanzador para la humanidad, invitándonos a reflexionar sobre el camino que hemos elegido.

## Honores
En 1988 se nombró a un asteroide, el (4970) Druyan en su honor.
En noviembre de 2006, Druyan fue oradora en Beyond Belief: Science, Religion, Reason and Survival.
En enero de 2007, fue miembro del jurado en el Festival de Cine de Sundance, con la responsabilidad de seleccionar al ganador del premio Alfred P. Sloan para películas sobre la ciencia y la tecnología.
En agosto de 2014, junto a Steven Soter, ganó un premio Emmy al "Mejor guion en una serie no ficción" por la serie Cosmos.

## Activismo
Fue la ganadora del Premio Richard Dawkins en 2004, y ha sido miembro de la junta directiva de la Organización Nacional para la Reforma de las Leyes de Marihuana durante más de 10 años y fue su presidente entre 2006 y 2010. Respecto a la vida después de la muerte, Druyan se refirió al deceso de su esposo Sagan diciendo que «él nunca se refugió en ilusiones», y que ambos sabían que nunca más se verían ni se reunirían.